# Bitka kod Samare (363.)
Bitka kod Samare vođena je u lipnju 363., tijekom pohoda rimskog cara Julijana na Sasanidsko Carstvo. Nakon neuspjeha da zauzme Ktezifont, Julijan, shvativši da njegova vojska ima malo provijanta i da se nalazi na neprijateljskom teritoriju, počeo se povlačiti prema Samari.
Bitka je počela kao napad Perzijanaca na rimsku zaštitnicu, ali se razvila u veću bitku. Julijan je smrtno ranjen tijekom bitke i kasnije je podlegnuo rani, ne izabravši svojega nasljednika. Poslije Julijanove smrti, Rimljani su izabrali Jovijana za cara. Nalazeći se duboko na perzijskom teritoriju i trpjevši oskudicu provijanta, Jovijan je bio prinuđen tražiti mir.